# Janetia longispora
Janetia longispora är en svampart som beskrevs av P.M. Kirk 1985. Janetia longispora ingår i släktet Janetia, fylumet sporsäcksvampar,  och riket svampar.   Inga underarter finns listade.